# United States Census 1910
Der United States Census 1910 war die dreizehnte Volkszählung in den USA seit 1790. Als Ergebnis der Auszählung wurde für die USA zum Stichtag 15. April 1910 eine Bevölkerungszahl von 92.228.496 Einwohnern ermittelt. Gegenüber der Volkszählung von 1900 war die Bevölkerungszahl um 21 Prozent angewachsen.
Die Daten enthalten Angaben zum Namen, der Wohnanschrift, Verwandtschaftsverhältnis zum Familienoberhaupt, Geschlecht (bei Frauen Zahl der geborenen und lebenden Kinder), Rasse, Alter, Personenstand (ggf. Ehejahre), Geburtsort, Muttersprache und Muttersprache der Eltern, bei Migrationshintergrund: Einwanderungsjahr, Sprachfähigkeit, Beruf und Branche (ggf. Arbeitslosigkeit), Lesefähigkeit, Schulbesuch, Angaben zur Wohnung, ob gemietet oder im Eigentum, ob Bauernhaus („Farm“) oder Haus, Veteranenstatus (Konföderierte oder Unionierte Armee oder Marine), Behinderung (blind, taub oder gehörlos).
Die Daten sind als Microfiche hinterlegt und können auch heute noch für wissenschaftliche Analysen ausgewertet werden.
Die in den alle zehn Jahre stattfindenden Volkszählungen der Vereinigten Staaten ermittelten Einwohnerzahlen der Bundesstaaten sind der Schlüssel zur Festlegung der Anzahl der Abgeordneten aus diesen Bundesstaaten im Repräsentantenhaus der Vereinigten Staaten. Die Anpassung wird in der Regel im übernächsten Kongress nach einer Volkszählung vorgenommen. Da der Kongress sich nach der Volkszählung von 1920 nicht auf eine Anpassung der Abgeordneten einigen konnte, blieben die Zahlen der Volkszählung von 1910 bis zum 4. März 1933 die Grundlage der Abgeordnetenzahlen aus den einzelnen Bundesstaaten. 

## Bundesstaaten nach Einwohnerzahl
Bundesstaaten sortiert nach ihrer Einwohnerzahl laut dem Endergebnis der Volkszählung von 1910
| Rang | Bundesstaat          | Bevölkerung |
| ---- | -------------------- | ----------- |
| 1    | New York             | 9.113.614   |
| 2    | Pennsylvania         | 7.665.111   |
| 3    | Illinois             | 5.638.591   |
| 4    | Ohio                 | 4.767.121   |
| 5    | Texas                | 3.896.542   |
| 6    | Massachusetts        | 3.366.416   |
| 7    | Missouri             | 3.293.335   |
| 8    | Michigan             | 2.810.173   |
| 9    | Indiana              | 2.700.876   |
| 10   | Georgia              | 2.609.121   |
| 11   | New Jersey           | 2.537.167   |
| 12   | Kalifornien          | 2.377.549   |
| 13   | Wisconsin            | 2.333.860   |
| 14   | Kentucky             | 2.289.905   |
| 15   | Iowa                 | 2.224.771   |
| 16   | North Carolina       | 2.206.287   |
| 17   | Tennessee            | 2.184.789   |
| 18   | Alabama              | 2.138.093   |
| 19   | Minnesota            | 2.075.708   |
| 20   | Virginia             | 2.061.612   |
| 21   | Mississippi          | 1.797.114   |
| 22   | Kansas               | 1.690.949   |
| 23   | Oklahoma             | 1.657.155   |
| 24   | Louisiana            | 1.656.388   |
| 25   | Arkansas             | 1.574.449   |
| 26   | South Carolina       | 1.515.400   |
| 27   | Maryland             | 1.295.346   |
| 28   | West Virginia        | 1.221.119   |
| 29   | Nebraska             | 1.192.214   |
| 30   | Washington           | 1.141.990   |
| 31   | Connecticut          | 1.114.756   |
| 32   | Colorado             | 799.024     |
| 33   | Florida              | 752.619     |
| 34   | Maine                | 742.371     |
| 35   | Oregon               | 672.765     |
| 36   | South Dakota         | 583.888     |
| 37   | North Dakota         | 577.056     |
| 38   | Rhode Island         | 542.610     |
| 39   | New Hampshire        | 430.572     |
| 40   | Montana              | 376.053     |
| 41   | Utah                 | 373.351     |
| 42   | Vermont              | 355.956     |
| ...  | District of Columbia | 331.069     |
| 43   | Idaho                | 325.594     |
| 44   | Delaware             | 202.322     |
| 45   | Wyoming              | 145.965     |
| 46   | Nevada               | 81.875      |

## Städte nach Einwohnerzahl
Die 20 bevölkerungsreichsten Städte der USA nach Einwohnerzahl im Jahr 1910.
| Rang | Stadt         | Bundesstaat          | Bevölkerung |
| ---- | ------------- | -------------------- | ----------- |
| 1    | New York      | New York             | 4.766.883   |
| 2    | Chicago       | Illinois             | 2.185.283   |
| 3    | Philadelphia  | Pennsylvania         | 1.549.008   |
| 4    | St. Louis     | Missouri             | 687.029     |
| 5    | Boston        | Massachusetts        | 670.585     |
| 6    | Cleveland     | Ohio                 | 560.663     |
| 7    | Baltimore     | Maryland             | 558.485     |
| 8    | Pittsburgh    | Pennsylvania         | 533.905     |
| 9    | Detroit       | Michigan             | 465.766     |
| 10   | Buffalo       | New York             | 423.715     |
| 11   | San Francisco | Kalifornien          | 416.912     |
| 12   | Milwaukee     | Wisconsin            | 373.857     |
| 13   | Cincinnati    | Ohio                 | 363.591     |
| 14   | Newark        | New Jersey           | 347.469     |
| 15   | New Orleans   | Louisiana            | 339.075     |
| 16   | Washington    | District of Columbia | 331.069     |
| 17   | Los Angeles   | Kalifornien          | 319.198     |
| 18   | Minneapolis   | Minnesota            | 301.408     |
| 19   | Jersey City   | New Jersey           | 267.779     |
| 20   | Kansas City   | Missouri             | 248.381     |